# Иванов, Геннадий Игнатьевич
Генна́дий Игна́тьевич Ивано́в (18 февраля 1916, Эсяново, Козьмодемьянский уезд, Казанская губерния, Российская империя — 17 ноября 1994, Эсяново, Горномарийский район, Марий Эл, Россия) — марийский советский организатор сельского хозяйства. Председатель колхоза имени В. И. Ленина д. Эсяново Горномарийского района Марийской АССР (1957—1976). Кавалер ордена Октябрьской Революции (1971). Участник Великой Отечественной войны. Член ВКП(б) с 1943 года.

## Биография
Родился 18 февраля 1916 года в дер. Эсяново ныне Горномарийского района Марий Эл в семье бедных крестьян, ставших середняками. В 1932 году  окончил 2 курса лесотехникума в Козьмодемьянске, десятник Дубовского сплавучастка.
В октябре 1937 года призван в РККА, прослужил до 1939 года. В 1942 году вновь призван в армию. Участник Великой Отечественной войны: в 1943 году окончил Саратовское военное училище, командир танка Т-34, танкового взвода 162 танковой бригады, бронероты 21 гвардейской механизированной бригады, гвардии лейтенант. Получил 3 ранения, последнее — вблизи Берлина, вследствие чего была ампутирована нога. В 1943 году принят в ВКП(б). За мужество и героизм награждён орденами Отечественной войны I (дважды) и II степени, Красной Звезды и медалями.
После войны — бухгалтер сельпо, главный бухгалтер райпотребсоюза в родном районе. В 1957—1976 годах был председателем колхоза имени В. И. Ленина д. Эсяново Горномарийского района Марийской АССР. За трудовые достижения награждён орденами Октябрьской Революции, Трудового Красного Знамени, медалями, в том числе золотой медалью ВДНХ, и двумя Почётными грамотами Президиума Верховного Совета Марийской АССР.
В 1967–1975 годах избирался депутатом Верховного Совета Марийской АССР VII—VIII созыва.
Скончался 17 ноября 1994 года на родине, похоронен там же.

## Награды
- Орден Октябрьской Революции (1971)[2]
- Орден Трудового Красного Знамени (1965)[2]
- Орден Отечественной войны I степени (02.11.1945, 06.04.1985)[3]
- Орден Отечественной войны II степени (06.11.1947)[3]
- Орден Красной Звезды (20.05.1945)[3]
- Золотая медаль ВДНХ (1966)[2]
- Медаль «За доблестный труд. В ознаменование 100-летия со дня рождения Владимира Ильича Ленина»[2]
- Почётная грамота Президиума Верховного Совета Марийской АССР (1965, 1990)[2]

## Память
В 1978 году его живописный портрет написал марийский художник З. Ф. Лаврентьев.